# ドミシアン・ンダイゼイエ
ドミシアン・ヌダイゼイエ（Domitien Ndayizeye, 1953年5月2日 - ）は、ブルンジの政治家で大統領。フツ族。フツ族最大政党のブルンジ民主戦線(FRODEBU)党員。
1972年にフツ族大虐殺が起こるとベルギーへ亡命し、その後隣国ルワンダへ移った。1993年に初のフツ族大統領（メルシオル・ンダダイエ）が誕生すると帰国したが、1995年2月に殺人未遂容疑で禁固刑を受け、1996年3月まで収監。2000年FRODEBU事務局長、2001年には副大統領に就任し、2003年4月30日にピエール・ブヨヤより大統領職を移譲された。
2005年8月26日、大統領職は元反政府武装組織兵士のピエール・ンクルンジザに引き継がれた。